# Boodjamulla Nationalpark
Boodjamulla Nationalpark tidligere Lawn Hill Nationalpark ligger i Queensland, (Australien), 1837 km nordvest for Brisbane.
Fossilområdet Riversleigh, som er et Verdensarvsområde er en udvidelse af nationalparken.
18°42′05″S 138°29′17″Ø / 18.7014°S 138.488°Ø